# Thủ tướng Kazakhstan
Đây là danh sách Thủ tướng Kazakhstan, từ khi chức vụ được thiết lập năm 1920 cho tới nay.

## Danh sách lãnh đạo chính phủ Kazakhstan (1920–nay)

### Cộng hòa Xã hội chủ nghĩa Xô viết Tự trị Kyrgyz (1920–1925)

#### Chủ tịch Hội đồng Dân ủy
- Viktor Radus-Zenkovich (12/10/1920 – 1921)
- Mukhamedkhafiy Murzagaliyev (1921 – 9/1922)
- Saken Seyfullin (9/1922 – 10/1924)
- Nygmet Nurmakov (10/1924 – 19/2/1925)

### Cộng hòa Xã hội chủ nghĩa Xô viết Tự trị Kazakh(1925–1936)

#### Chủ tịch Hội đồng Dân ủy
- Nygmet Nurmakov (19/2/1925 – 5/1928)
- Uraz Isayev (5/1928 – 5/12/1936)

### Cộng hòa Xã hội chủ nghĩa Xô viết Kazakh (1936–1991)

#### Chủ tịch Hội đồng Dân ủy
- Uraz Isayev (5/12/1936 – 9/1937)
- Ibragim Tazhiyev (9/1937 – 17/7/1938)
- Nurtas Undasynov (17/7/1938 – 15/3/1946)

#### Chủ tịch Hội đồng Bộ trưởng
- Nurtas Undasynov(15/3/1946 – 24/3/1954)
- Elubai Taibekov (24/3/1954 – 31/3/1955)
- Dinmukhamed Kunayev (31/3/1955 – 20/1/1960) (lần thứ nhất)
- Zhumabek Tashenev (20/1/1960 – 6/1/1961)
- Salken Daulenov (6/1/1961 – 13/9/1962)
- Masymkhan Beysembayev (13/9 – 26/12/1962) (lần thứ nhất)
- Dinmukhamed Konayev (26/12/1962 – 7/12/1964) (lần thứ 2)
- Masymkhan Beysembayev (7/12/964 – 31/3/1970) (lần thứ 2)
- Bayken Ashimov (31/3/1970 – 22/3/1984)
- Nursultan Nazarbayev (22/3/1984 – 27/7/1989)
- Uzakbay Karamanov (27/7/1989 – 20/11/1990)

#### Thủ tướng
- Uzakbay Karamanov (20/11/1990 – 14/10/1991)

### Cộng hòa Kazakhstan (1991–nay)

#### Thủ tướng
Liên minh Nhân dân Thống nhất Kazakhstan / Otan / Nur Otan
      Không đảng phái
| Stt | Chân dung   | Thủ tướng (sinh–mất)            | Nhiệm kỳ   | Nhiệm kỳ    | Đảng                                     | Tổng thống Cộng hòa Kazakhstan (1. Nhiệm kỳ) (2. Đảng phái)        |
| --- | ----------- | ------------------------------- | ---------- | ----------- | ---------------------------------------- | ------------------------------------------------------------------ |
| 1   |             | Sergey Tereshchenko (1951–2023) | 14/10/1991 | 12/10/1994  | Không đảng phái                          | Nursultan Nazarbayev(1. 24 tháng 4 năm 1990 – 20 tháng 3 năm 2019) |
| 2   |             | Akezhan Kazhegeldin (1952–)     | 12/10/1994 | 10/10/1997  | Liên minh Nhân dân Thống nhất Kazakhstan | Nursultan Nazarbayev(1. 24 tháng 4 năm 1990 – 20 tháng 3 năm 2019) |
| 3   |             | Nurlan Balgimbayev (1947–2015)  | 10/10/1997 | 1/10/1999   | Liên minh Nhân dân Thống nhất Kazakhstan | Nursultan Nazarbayev(1. 24 tháng 4 năm 1990 – 20 tháng 3 năm 2019) |
| 4   |             | Kassym-Jomart Tokayev (1953–)   | 1/10/1999  | 28/1/2002   | Otan                                     | Nursultan Nazarbayev(1. 24 tháng 4 năm 1990 – 20 tháng 3 năm 2019) |
| 5   |             | Imangali Tasmagambetov (1956–)  | 28/1/2002  | 13/6/2003   | Otan                                     | Nursultan Nazarbayev(1. 24 tháng 4 năm 1990 – 20 tháng 3 năm 2019) |
| 6   | không khung | Daniyal Akhmetov (1954–)        | 13/6/2003  | 10/1/2007   | Otan (2003–2004) ↓ Nur Otan (2004–2007)  | Nursultan Nazarbayev(1. 24 tháng 4 năm 1990 – 20 tháng 3 năm 2019) |
| 7   |             | Karim Massimov (1965–)          | 10/1/2007  | 24/9/2012   | Nur Otan                                 | Nursultan Nazarbayev(1. 24 tháng 4 năm 1990 – 20 tháng 3 năm 2019) |
| 8   | không khung | Serik Akhmetov (1958–)          | 24/9/2012  | 2/4/2014    | Nur Otan                                 | Nursultan Nazarbayev(1. 24 tháng 4 năm 1990 – 20 tháng 3 năm 2019) |
| (7) |             | Karim Massimov (1965–)          | 2/4/2014   | 8/9/2016    | Nur Otan                                 | Nursultan Nazarbayev(1. 24 tháng 4 năm 1990 – 20 tháng 3 năm 2019) |
| 9   | không khung | Bakhytzhan Sagintayev (1963–)   | 8/9/2016   | 21/2/2019   | Nur Otan                                 | Nursultan Nazarbayev(1. 24 tháng 4 năm 1990 – 20 tháng 3 năm 2019) |
| 10  |             | Askar Mamin (1965–)             | 21/2/2019  | 5/1/2022    | Nur Otan                                 | Kassym-Jomart Tokayev(1. 20 tháng 3 năm 2019 –)                    |
| 11  | không khung | Alihan Smaiylov (1972–)         | 5/1/2022   | 5/2/2024    | Amanat                                   | Kassym-Jomart Tokayev(1. 20 tháng 3 năm 2019 –)                    |
| 12  | không khung | Roman Sklyar (1971–)            | 5/2/2024   | 6/2/2024    | Amanat                                   | Kassym-Jomart Tokayev(1. 20 tháng 3 năm 2019 –)                    |
| 13  | không khung | Oljas Bektenov (1980–)          | 6/2/2024   | đương nhiệm | Amanat                                   | Kassym-Jomart Tokayev(1. 20 tháng 3 năm 2019 –)                    |